# Sparta (zespół muzyczny)
Sparta – amerykański alternatywny zespół muzyczny z El Paso w Teksasie, założony w roku 2001. Jim Ward (wokal/gitara) i Tony Hajjar (perkusja) to byli członkowie zespołu At the Drive-In, natomiast Keeley Davis (gitara) to były frontman zespołu Engine Down. Największą sławę Sparcie przyniósł singel "Taking Back Control".
Byli członkowie: 
- Paul Hinojos
- Gabriel Gonzalez
- Erick Sanger

## Dyskografia

### Albumy studyjne
- Wiretap Scars (2002)
- Porcelain (2004)
- Threes (2006)

### Albumy koncertowe
- Live at La Zona Rosa 3.19.04 (2004)

### EP-ki
- Austere (EP) (2002)

### Teledyski
- "Cut Your Ribbon" (2002)
- "Air" (2002)
- "Breaking the Broken" (2004)
- "Taking Back Control" (2006)
- "Erase It Again" (2007)